# Kalanchoe macrochlamys
Kalanchoe macrochlamys är en fetbladsväxtart som beskrevs av Joseph Marie Henry Alfred Perrier de la Bâthie. Kalanchoe macrochlamys ingår i släktet Kalanchoe och familjen fetbladsväxter. Inga underarter finns listade i Catalogue of Life.